# Explorer 1
Explorer 1 var den första amerikanska satelliten. Den sköts upp med en Juno I raket, från Cape Canaveral Air Force Station i Florida, den 1 februari 1958. Den sände data fram till den 23 maj 1958.
Den ritades, byggdes och skickades iväg på mindre än tre månader som direkt respons på dåvarande Sovjetunionens första satellit Sputnik 1. 
Den hade instrument som mätte kosmisk strålning, mikrometeoriter och temperatur. 
Omloppstiden runt jorden var 115 minuter, och avståndet från jordytan varierade från 358 till 2550 km. 
Explorer 1 upptäckte Van Allen-bältet som fick sitt namn efter vetenskapsmannen som byggt mätinstrumentet för kosmisk strålning.